# Goçguly Goçgulyýew
Goçguly Hangulyýewiç Goçgulyýew (né le 23 mai 1977 à Balkanabat à l'époque en RSS du Turkménistan et aujourd'hui au Turkménistan) est un footballeur international turkmène qui évoluait au poste de défenseur.

## Palmarès
- Champion du Turkménistan en 1998, 2000 (Köpetdag Achgabat).
- Vainqueur de la Coupe du Turkménistan en 1999, 2000 (Köpetdag Achgabat).
- Champion d'Ouzbékistan  en 2002, 2003, 2004, 2005 (Pakhtakor Tachkent), 2008, 2009 et 2010 (FC Bunyodkor).
- Vainqueur de la Coupe d'Ouzbékistan  en 2002, 2003, 2004, 2005 (Pakhtakor Tachkent), 2008 et 2010 (FC Bunyodkor).
- Vice-champion d'Ouzbékistan  en 2007 (FC Bunyodkor).
- Finaliste de la Coupe d'Ouzbékistan en 2007 (FC Bunyodkor).